# AZS Olsztyn w sezonie 2007/2008

## Transfery

### Przyszli
| Imię i nazwisko      | Poprzedni klub        |
| -------------------- | --------------------- |
| Grzegorz Szymański   | Jastrzębski Węgiel    |
| Björn Andrae         | Sempre Volley Padwa   |
| Łukasz Szablewski    | Joker Piła            |
| Marcin Kudałcik      | Płomień Sosnowiec     |
| Artur Jacyszyn       | wychowanek            |
| Grzegorz Pietkiewicz | wychowanek            |
| Tomasz Stańczuk      | wychowanek            |
| Marek Wawrzyniak     | wychowanek            |
| w trakcie sezonu     |                       |
| Paweł Siezieniewski  | Jastrzębski Węgiel    |
| Frank Dehne          | Famigliulo Corigliano |

### Odeszli
| Imię i nazwisko   | Lata gry w AZS | Nowy klub          |
| ----------------- | -------------- | ------------------ |
| Paweł Papke       | 2003-2007      | Resovia            |
| Michał Bąkiewicz  | 2004-2007      | Skra Bełchatów     |
| Patryk Czarnowski | 2004-2007      | Jastrzębski Węgiel |
| Piotr Lipiński    | 2005-2007      | Jadar Radom        |
| Michał Kubiak     | 2006-2007      | KS Poznań          |

## Drużyna

### Sztab
| Pierwszy trener   | Ireneusz Mazur (do 25 marca 2008) |
| Pierwszy trener   | Mariusz Sordyl (od 25 marca 2008) |
| Drugi trener      | Mariusz Sordyl (do 25 marca 2008) |
| Drugi trener      | Paweł Janicki (od 25 marca 2008)  |
| Masażysta         | Mirosław Gozdan                   |
| Lekarz klubowy    | Wojciech Remiszewski              |
| Statystyk         | Paweł Janicki                     |
| Kierownik drużyny | Marek Carzyński                   |

### Zawodnicy
| Nr | Imię i nazwisko      | Data urodzenia            | Wzrost | Pozycja      | Uwagi              |
| -- | -------------------- | ------------------------- | ------ | ------------ | ------------------ |
| 1  | Sinan Cem Tanık      | 19 czerwca 1980(dts)      | 200 cm | przyjmujący  | –                  |
| 2  | Wojciech Grzyb       | 4 stycznia 1981(dts)      | 205 cm | środkowy     | –                  |
| 3  | Marcin Lubiejewski   | 1 października 1981(dts)  | 205 cm | atakujący    | –                  |
| 4  | Frank Dehne          | 14 lutego 1976(dts)       | 202 cm | rozgrywający | od 13 grudnia 2007 |
| 5  | Paweł Zagumny        | 18 października 1977(dts) | 200 cm | rozgrywający | –                  |
| 6  | Artur Jacyszyn       | 4 lipca 1988(dts)         | 194 cm | przyjmujący  | –                  |
| 7  | Paweł Kuciński       | 15 marca 1973(dts)        | 193 cm | libero       | –                  |
| 8  | Björn Andrae         | 15 maja 1981(dts)         | 200 cm | przyjmujący  | –                  |
| 9  | Marcin Kudłacik      | 15 marca 1981(dts)        | 198 cm | środkowy     | –                  |
| 10 | Grzegorz Szymański   | 12 lipca 1978(dts)        | 203 cm | atakujący    | –                  |
| 11 | Michał Ruciak        | 22 sierpnia 1983(dts)     | 190 cm | przyjmujący  | –                  |
| 12 | Grzegorz Pietkiewicz | 11 marca 1988(dts)        | 189 cm | rozgrywający | –                  |
| 13 | Łukasz Szablewski    | 5 października 1988(dts)  | 201 cm | rozgrywający | –                  |
| 14 | Paweł Siezieniewski  | 27 grudnia 1981(dts)      | 199 cm | przyjmujący  | od 3 grudnia 2007  |
| 15 | Richard Lambourne    | 6 maja 1975(dts)          | 190 cm | libero       | –                  |
| 16 | Tomasz Stańczuk      | 1 września 1988(dts)      | 204 cm | środkowy     | –                  |
| 17 | Marcin Możdżonek     | 9 lutego 1985(dts)        | 211 cm | środkowy     | –                  |
| 18 | Marek Wawrzyniak     | 15 stycznia 1987(dts)     | 195 cm | przyjmujący  | –                  |

## Mecze w Polskiej Lidze Siatkówki

### Faza zasadnicza
| 29 września 2007 | Mlekpol AZS Olsztyn         | 3:0 (25:19, 25:21, 25:17) | J.W. Construction OSRAM AZS Politechnika Warszawska | Hala Urania, Olsztyn                                          |  |
| 17:00            | Grzegorz Szymański 13,5 pkt | raport                    | Radosław Rybak 11 pkt                               | Widzów: 2100 Sędziowie: Darocha Henryk i Kołodziejczyk Janusz |  |

| 5 października 2007 | Delecta Bydgoszcz   | 0:3 (19:25, 20:25, 13:25) | Mlekpol AZS Olsztyn   | Hala Łucznika, Bydgoszcz                                  |  |
| 18:00               | Martin Sopko 11 pkt | raport                    | Björn Andrae 16,5 pkt | Widzów: 3000 Sędziowie: Kiszczak Andrzej i Klehr Grzegorz |  |

| 14 października 2007 | Mlekpol AZS Olsztyn         | 2:3 (25:10, 21:25, 21:25, 25:20, 10:15) | PGE Skra Bełchatów    | Hala Urania, Olsztyn                             |  |
| 15:00                | Grzegorz Szymański 21,5 pkt | raport                                  | Mariusz Wlazły 34 pkt | Widzów: 3000 Sędziowie: Sęk Jacek i Soból Janusz |  |

| 10 października 2007 | KS Jastrzębski Węgiel S.A. | 2:3 (25:17, 15:25, 21:25, 25:22, 15:17) | Mlekpol AZS Olsztyn         | Hala KWK Borynia, Jastrzębie-Zdrój                        |  |
| 20:00                | Robert Prygiel 23,3 pkt    | raport                                  | Grzegorz Szymański 22,8 pkt | Widzów: 900 Sędziowie: Dworak Robert i Maciejewski Maciej |  |

| 24 października 2007 | Mlekpol AZS Olsztyn         | 3:2 (21:25, 23:25, 25:19, 25:20, 15:8) | Płomień SA Sosnowiec    | Hala Urania, Olsztyn                                         |  |
| 18:00                | Marcin Lubiejewski 28,3 pkt | raport                                 | Marcin Grygiel 19,5 pkt | Widzów: 1200 Sędziowie: Maciejewski Maciej i Sokół Katarzyna |  |

| 2 listopada 2007 | Mlekpol AZS Olsztyn | 0:3 (23:25, 15:25, 20:25) | Wkręt-met Domex AZS Częstochowa | Hala Urania, Olsztyn                                 |  |
| 18:30            |                     | raport                    |                                 | Widzów: 2500 Sędziowie: Herbik Marcin i Janik Tomasz |  |

| 5 grudnia 2007 | Asseco Resovia SSA Rzeszów | 3:1 (17:25, 25:22, 25:19, 25:17) | Mlekpol AZS Olsztyn | Hala Podpromie, Rzeszów                                    |  |
| 20:15          |                            | raport                           |                     | Widzów: 5000 Sędziowie: Maroszek Wojciech i Darocha Henryk |  |

| 10 listopada 2007 | ZAK S.A. Kędzierzyn-Koźle | 0:3 (21:25, 18:25, 22:25) | Mlekpol AZS Olsztyn   | Hala Azoty, Kędzierzyn-Koźle                           |  |
| 15:00             | Jakub Novotný 12,3 pkt    | raport                    | Björn Andrae 16,3 pkt | Widzów: 3000 Sędziowie: Król Piotr i Maroszek Wojciech |  |

| 8 grudnia 2007 | Jadar Sport S.A. Radom | 0:3 (22:25, 21:25, 16:25) | Mlekpol AZS Olsztyn | Hala MOSiR, Radom                                         |  |
| 18:00          |                        | raport                    |                     | Widzów: 1300 Sędziowie: Lemek Andrzej i Maroszek Wojciech |  |

| 16 grudnia 2007 | J.W. Construction OSRAM AZS Politechnika Warszawska | 0:3 (19:25, 21:25, 17:25) | Mlekpol AZS Olsztyn | Arena Ursynów, Warszawa                                     |  |
| 16:00           |                                                     | raport                    |                     | Widzów: 1500 Sędziowie: Klehr Grzegorz i Maciejewski Maciej |  |

| 19 stycznia 2008 | Mlekpol AZS Olsztyn | 3:0 (25:23, 25:22, 25:15) | Delecta Bydgoszcz | Hala Urania, Olsztyn                                 |  |
| 17:00            |                     | raport                    |                   | Widzów: 1500 Sędziowie: Herbik Marcin i Janik Tomasz |  |

| 26 stycznia 2008 | PGE Skra Bełchatów | 3:2 (25:22, 22:25, 25:16, 25:27, 15:11) | Mlekpol AZS Olsztyn | Hala Energia, Bełchatów                                   |  |
| 15:00            |                    | raport                                  |                     | Widzów: 3000 Sędziowie: Soból Janusz i Strzylak Sylwester |  |

| 2 lutego 2008 | Mlekpol AZS Olsztyn | 1:3 (22:25, 25:21, 19:25, 23:25) | KS Jastrzębski Węgiel S.A. | Hala Urania, Olsztyn                                      |  |
| 15:00         |                     | raport                           |                            | Widzów: 2500 Sędziowie: Strzylak Sylwester i Soból Janusz |  |

| 9 lutego 2008 | Płomień SA Sosnowiec | 0:3 (22:25, 20:25, 22:25) | Mlekpol AZS Olsztyn | Hala MOSiR, Sosnowiec                                     |  |
| 17:00         |                      | raport                    |                     | Widzów: 1500 Sędziowie: Soból Janusz i Strzylak Sylwester |  |

| 7 lutego 2008 | Wkręt-met Domex AZS Częstochowa | 0:3 (21:25, 20:25, 21:25) | Mlekpol AZS Olsztyn | Hala Polonia, Częstochowa                           |  |
| 20:00         | Marcin Wika 10,5 pkt            | raport                    | Björn Andrae 17 pkt | Widzów: 1700 Sędziowie: Dworak Robert i Dudek Piotr |  |

| 16 lutego 2008 | Mlekpol AZS Olsztyn | 1:3 (22:25, 25:21, 23:25, 19:25) | Asseco Resovia SSA Rzeszów | Hala Urania, Olsztyn                                        |  |
| 15:00          |                     | raport                           |                            | Widzów: 2500 Sędziowie: Lagierski Marek i Kasprzyk Wojciech |  |

| 23 lutego 2008 | Mlekpol AZS Olsztyn | 3:2 (25:23, 23:25, 25:15, 16:25, 15:11) | ZAK S.A. Kędzierzyn-Koźle | Hala Urania, Olsztyn                                   |  |
| 15:00          |                     | raport                                  |                           | Widzów: 2200 Sędziowie: Jasiński Dariusz i Dudek Piotr |  |

| 26 lutego 2008 | Mlekpol AZS Olsztyn | 1:3 (23:25, 26:24, 21:25, 23:25) | Jadar Sport S.A. Radom | Hala Urania, Olsztyn                                       |  |
| 18:00          |                     | raport                           |                        | Widzów: 1000 Sędziowie: Maroszek Wojciech i Darocha Henryk |  |

### Faza playoff - ćwierćfinał (do 3 zwycięstw)
| 29 lutego 2008 | Mlekpol AZS Olsztyn | 3:2 (25:21, 20:25, 25:14, 24:26, 15:12) | Asseco Resovia SSA Rzeszów | Hala Urania, Olsztyn                                |  |
| 19:00          |                     | raport                                  |                            | Widzów: 1450 Sędziowie: Darocha Henryk i Król Piotr |  |

| 1 marca 2008 | Mlekpol AZS Olsztyn | 2:3 (20:25, 25:22, 25:27, 25:14, 15:17) | Asseco Resovia SSA Rzeszów | Hala Urania, Olsztyn                                        |  |
| 17:00        |                     | raport                                  |                            | Widzów: 2500 Sędziowie: Maroszek Wojciech i Lagierski Marek |  |

| 14 marca 2008 | Asseco Resovia SSA Rzeszów | 3:1 (25:19, 25:14, 20:25, 25:19) | Mlekpol AZS Olsztyn | Hala Podpromie, Rzeszów                                      |  |
| 18:00         |                            | raport                           |                     | Widzów: 4500 Sędziowie: Jasiński Dariusz i Kasprzyk Wojciech |  |

| 15 marca 2008 | Asseco Resovia SSA Rzeszów | 2:3 (17:25, 19:25, 25:20, 25:17, 11:15) | Mlekpol AZS Olsztyn | Hala Podpromie, Rzeszów                                   |  |
| 17:00         |                            | raport                                  |                     | Widzów: 4500 Sędziowie: Lemek Andrzej i Twardowski Maciej |  |

| 18 marca 2008 | Mlekpol AZS Olsztyn | 3:2 (21:25, 25:27, 25:21, 25:21, 15:12) | Asseco Resovia SSA Rzeszów | Hala Urania, Olsztyn                                      |  |
| 20:30         |                     | raport                                  |                            | Widzów: 2500 Sędziowie: Strzylak Sylwester i Soból Janusz |  |

### Faza playoff - półfinał (do 3 zwycięstw)
| 21 marca 2008 | PGE Skra Bełchatów | 3:0 (25:15, 26:24, 25:22) | Mlekpol AZS Olsztyn | Hala Energia, Bełchatów                                |  |
| 20:30         |                    | raport                    |                     | Widzów: 2000 Sędziowie: Król Piotr i Maroszek Wojciech |  |

| 22 marca 2008 | PGE Skra Bełchatów | 0:3 (18:25, 24:26, 20:25) | Mlekpol AZS Olsztyn | Hala Energia, Bełchatów                                 |  |
| 16:00         |                    | raport                    |                     | Widzów: 2200 Sędziowie: Darocha Henryk i Klehr Grzegorz |  |

| 03 kwietnia 2008 | Mlekpol AZS Olsztyn       | 1:3 (25:22, 23:25, 23:25, 21:25) | PGE Skra Bełchatów      | Hala Urania, Olsztyn                                      |  |
| 20:30            | Grzegorz Szymański 15 pkt | raport                           | Mariusz Wlazły 31,5 pkt | Widzów: 2800 Sędziowie: Klehr Grzegorz i Jasiński Dariusz |  |

| 04 kwietnia 2008 | Mlekpol AZS Olsztyn | 0:3 (22:25, 18:25, 21:25) | PGE Skra Bełchatów | Hala Urania, Olsztyn                                         |  |
| 20:30            |                     | raport                    |                    | Widzów: 2800 Sędziowie: Jacyna Grzegorz i Maciejewski Maciej |  |

### Faza playoff - mecz o 3. miejsce (do 3 zwycięstw)
| 10 kwietnia 2008 | KS Jastrzębski Węgiel S.A. | 2:3 (25:23, 16:25, 35:37, 25:20, 12:15) | Mlekpol AZS Olsztyn         | Hala Jastor, Jastrzębie-Zdrój                     |  |
| 18:00            | Robert Prygiel 26,5 pkt    | raport                                  | Grzegorz Szymański 32,6 pkt | Widzów: 1600 Sędziowie: Dworak Robert i Sęk Jacek |  |

| 11 kwietnia 2008 | KS Jastrzębski Węgiel S.A. | 1:3 (22:25, 27:29, 25:18, 15:25) | Mlekpol AZS Olsztyn         | Hala Jastor, Jastrzębie-Zdrój                            |  |
| 20:30            | Dawid Murek 16,8 pkt       | raport                           | Grzegorz Szymański 22,6 pkt | Widzów: 1600 Sędziowie: Twardowski Maciej i Soból Janusz |  |

| 16 kwietnia 2008 | Mlekpol AZS Olsztyn | 3:0 (25:14, 25:21, 27:25) | KS Jastrzębski Węgiel S.A. | Hala Urania, Olsztyn                                      |  |
| 18:30            |                     | raport                    |                            | Widzów: 2500 Sędziowie: Jasiński Dariusz i Klehr Grzegorz |  |

### Wyjściowe ustawienia i zmiany

#### W fazie zasadniczej
| Nr | Imię i nazwisko      | 1    | 2    | 3    | 4    | 5    | 6    | 7    | 8    | 9    | 10   | 11   | 12   | 13   | 14   | 15   | 16   | 17   | 18   |
| -- | -------------------- | ---- | ---- | ---- | ---- | ---- | ---- | ---- | ---- | ---- | ---- | ---- | ---- | ---- | ---- | ---- | ---- | ---- | ---- |
| 1  | Sinan Cem Tanık      | ZZ ! | Z !  | Z !  | Z !  | 4 !  | 1 !  | 6 !  | 3 !  | 1 !  | 4 !  | Z !  | Z !  | ZZ ! | 5 !  | 1 !  | 6 !  | 1 !  | 2 !  |
| 2  | Wojciech Grzyb       | 2 !  | 1 !  | 2 !  | 2 !  | 2 !  | 5 !  | 4 !  | 1 !  | 5 !  | 2 !  | 2 !  | 3 !  | 2 !  | 3 !  | 5 !  | 4 !  | 2 !  | ZZ ! |
| 3  | Marcin Lubiejewski   | Z !  | ZZ ! | Z !  | ZZ ! | 3 !  | Z !  | Z !  | Z !  | ZZ ! | ZZ ! | 3 !  | 4 !  | 3 !  | Z !  | ZZ ! | Z !  | Z !  | Z !  |
| 4  | Frank Dehne          | ZZ ! | ZZ ! | ZZ ! | ZZ ! | ZZ ! | ZZ ! | ZZ ! | ZZ ! | ZZ ! | Z !  | 6 !  | Z !  | Z !  | Z !  | ZZ ! | Z !  | Z !  | Z !  |
| 5  | Paweł Zagumny        | 6 !  | 5 !  | 6 !  | 6 !  | ZZ ! | ZZ ! | 2 !  | 5 !  | 3 !  | 6 !  | Z !  | 1 !  | 6 !  | 1 !  | 3 !  | 2 !  | 6 !  | 4 !  |
| 6  | Artur Jacyszyn       | ZZ ! | ZZ ! | ZZ ! | ZZ ! | ZZ ! | ZZ ! | ZZ ! | ZZ ! | ZZ ! | ZZ ! | ZZ ! | ZZ ! | ZZ ! | ZZ ! | ZZ ! | ZZ ! | ZZ ! | ZZ ! |
| 7  | Paweł Kuciński       | ZZ ! | ZZ ! | Z !  | ZZ ! | ZZ ! | ZZ ! | L    | ZZ ! | ZZ ! | ZZ ! | ZZ ! | ZZ ! | ZZ ! | ZZ ! | ZZ ! | ZZ ! | ZZ ! | ZZ ! |
| 8  | Björn Andrae         | 1 !  | 6 !  | 1 !  | 1 !  | 1 !  | 4 !  | 3 !  | 6 !  | 4 !  | 1 !  | Z !  | 2 !  | 1 !  | 2 !  | 4 !  | 3 !  | ZZ ! | 5 !  |
| 9  | Marcin Kudłacik      | ZZ ! | ZZ ! | ZZ ! | ZZ ! | 5 !  | ZZ ! | ZZ ! | ZZ ! | ZZ ! | ZZ ! | Z !  | ZZ ! | ZZ ! | ZZ ! | ZZ ! | ZZ ! | ZZ ! | 6 !  |
| 10 | Grzegorz Szymański   | 3 !  | 2 !  | 3 !  | 3 !  | ZZ ! | 6 !  | 5 !  | 2 !  | 6 !  | 3 !  | ZZ ! | ZZ ! | Z !  | 4 !  | 6 !  | 5 !  | 3 !  | 1 !  |
| 11 | Michał Ruciak        | 4 !  | 3 !  | 4 !  | 4 !  | Z !  | Z !  | Z !  | L    | Z !  | ZZ ! | 1 !  | Z !  | Z !  | L    | Z !  | Z !  | 4 !  | Z !  |
| 12 | Grzegorz Pietkiewicz | ZZ ! | ZZ ! | ZZ ! | ZZ ! | ZZ ! | ZZ ! | ZZ ! | ZZ ! | ZZ ! | ZZ ! | ZZ ! | ZZ ! | ZZ ! | ZZ ! | ZZ ! | ZZ ! | ZZ ! | ZZ ! |
| 13 | Łukasz Szablewski    | ZZ ! | ZZ ! | Z !  | ZZ ! | 6 !  | 3 !  | ZZ ! | ZZ ! | ZZ ! | ZZ ! | ZZ ! | ZZ ! | ZZ ! | ZZ ! | ZZ ! | ZZ ! | ZZ ! | ZZ ! |
| 14 | Paweł Siezieniewski  | ZZ ! | ZZ ! | ZZ ! | ZZ ! | ZZ ! | ZZ ! | ZZ ! | ZZ ! | ZZ ! | Z !  | 4 !  | 5 !  | 4 !  | Z !  | ZZ ! | Z !  | Z !  | Z !  |
| 15 | Richard Lambourne    | L    | L    | L    | L    | L    | L    | ZZ ! | ZZ ! | L    | L    | L    | L    | L    | ZZ ! | L    | L    | L    | L    |
| 16 | Tomasz Stańczuk      | ZZ ! | ZZ ! | ZZ ! | ZZ ! | ZZ ! | ZZ ! | ZZ ! | ZZ ! | ZZ ! | ZZ ! | ZZ ! | ZZ ! | ZZ ! | ZZ ! | ZZ ! | ZZ ! | ZZ ! | ZZ ! |
| 17 | Marcin Możdżonek     | 5 !  | 4 !  | 5 !  | 5 !  | Z !  | 2 !  | 1 !  | 4 !  | 2 !  | 5 !  | 5 !  | 6 !  | 5 !  | 6 !  | 2 !  | 1 !  | 5 !  | 3 !  |
| 18 | Marek Wawrzyniak     | ZZ ! | ZZ ! | ZZ ! | ZZ ! | ZZ ! | ZZ ! | ZZ ! | ZZ ! | ZZ ! | ZZ ! | ZZ ! | ZZ ! | ZZ ! | ZZ ! | ZZ ! | ZZ ! | ZZ ! | ZZ ! |

– – zawodnicy w wyjściowym ustawieniu (cyfra oznacza strefę, w której rozpoczynali mecz)

 – zawodnicy wchodzący na zmiany

L – libero

#### W fazie playoff
| Nr | Imię i nazwisko      | RR1  | RR2  | RR3  | RR4  | RR5  | SB1  | SB2  | SB3  | SB4  | JW1  | JW2  | JW3  |
| -- | -------------------- | ---- | ---- | ---- | ---- | ---- | ---- | ---- | ---- | ---- | ---- | ---- | ---- |
| 1  | Sinan Cem Tanık      | 5 !  | 4 !  | 4 !  | Z !  | Z !  | 3 !  | Z !  | Z !  | Z !  | Z !  | Z !  | Z !  |
| 2  | Wojciech Grzyb       | 3 !  | 2 !  | 2 !  | 5 !  | 6 !  | 1 !  | 3 !  | 3 !  | 6 !  | 4 !  | 3 !  | 4 !  |
| 3  | Marcin Lubiejewski   | Z !  | Z !  | Z !  | Z !  | Z !  | Z !  | Z !  | Z !  | ZZ ! | Z !  | Z !  | Z !  |
| 4  | Frank Dehne          | Z !  | Z !  | Z !  | Z !  | Z !  | Z !  | ZZ ! | Z !  | Z !  | Z !  | ZZ ! | Z !  |
| 5  | Paweł Zagumny        | 1 !  | 6 !  | 6 !  | 3 !  | 4 !  | 5 !  | 1 !  | 1 !  | 4 !  | 2 !  | 1 !  | 2 !  |
| 6  | Artur Jacyszyn       | ZZ ! | ZZ ! | ZZ ! | ZZ ! | ZZ ! | ZZ ! | ZZ ! | ZZ ! | ZZ ! | ZZ ! | ZZ ! | ZZ ! |
| 7  | Paweł Kuciński       | ZZ ! | ZZ ! | ZZ ! | ZZ ! | ZZ ! | ZZ ! | ZZ ! | ZZ ! | ZZ ! | ZZ ! | ZZ ! | Z !  |
| 8  | Björn Andrae         | 2 !  | 1 !  | 1 !  | 4 !  | 5 !  | 6 !  | 2 !  | 2 !  | 5 !  | 3 !  | 2 !  | 3 !  |
| 9  | Marcin Kudłacik      | ZZ ! | ZZ ! | ZZ ! | ZZ ! | ZZ ! | ZZ ! | ZZ ! | ZZ ! | ZZ ! | ZZ ! | ZZ ! | ZZ ! |
| 10 | Grzegorz Szymański   | 4 !  | 3 !  | 3 !  | 6 !  | 1 !  | 2 !  | 4 !  | 4 !  | 1 !  | 5 !  | 4 !  | 5 !  |
| 11 | Michał Ruciak        | Z !  | Z !  | Z !  | 1 !  | 2 !  | Z !  | 5 !  | 5 !  | 2 !  | 6 !  | 5 !  | 6 !  |
| 12 | Grzegorz Pietkiewicz | ZZ ! | ZZ ! | ZZ ! | ZZ ! | ZZ ! | ZZ ! | ZZ ! | ZZ ! | ZZ ! | ZZ ! | ZZ ! | ZZ ! |
| 13 | Łukasz Szablewski    | ZZ ! | ZZ ! | ZZ ! | ZZ ! | ZZ ! | ZZ ! | ZZ ! | ZZ ! | ZZ ! | ZZ ! | ZZ ! | ZZ ! |
| 14 | Paweł Siezieniewski  | Z !  | ZZ ! | Z !  | Z !  | Z !  | Z !  | ZZ ! | Z !  | Z !  | ZZ ! | ZZ ! | ZZ ! |
| 15 | Richard Lambourne    | L    | L    | L    | L    | L    | L    | L    | L    | L    | L    | L    | L    |
| 16 | Tomasz Stańczuk      | ZZ ! | ZZ ! | ZZ ! | ZZ ! | ZZ ! | ZZ ! | ZZ ! | ZZ ! | ZZ ! | ZZ ! | ZZ ! | ZZ ! |
| 17 | Marcin Możdżonek     | 6 !  | 5 !  | 5 !  | 2 !  | 3 !  | 4 !  | 6 !  | 6 !  | 3 !  | 1 !  | 6 !  | 1 !  |
| 18 | Marek Wawrzyniak     | ZZ ! | ZZ ! | ZZ ! | ZZ ! | ZZ ! | ZZ ! | ZZ ! | ZZ ! | ZZ ! | ZZ ! | ZZ ! | ZZ ! |

– – zawodnicy w wyjściowym ustawieniu (cyfra oznacza strefę, w której rozpoczynali mecz)

 – zawodnicy wchodzący na zmiany

L – libero

## Mecze w Pucharze Polski

### Ćwierćfinał
| 7 marca 2008 | Mlekpol AZS Olsztyn | 3:1 (15:25, 25:23, 25:20, 25:15) | Jadar Sport S.A. Radom   | Hala Arena, Poznań |  |
| 18:00        | Björn Andrae 16 pkt | raport                           | Wojciech Żaliński 27 pkt |                    |  |

### Półfinał
| 8 marca 2008 | Mlekpol AZS Olsztyn | 1:3 (23:25, 22:25, 25:20, 29:31) | Wkręt-met Domex AZS Częstochowa | Hala Arena, Poznań |  |
| 18:00        | Björn Andrae 25 pkt | raport                           | Marcin Wika 19 pkt              |                    |  |

### Wyjściowe ustawienia i zmiany
| Nr | Imię i nazwisko      | JR   | CZ   |
| -- | -------------------- | ---- | ---- |
| 1  | Sinan Cem Tanık      | Z !  | G !  |
| 2  | Wojciech Grzyb       | G !  | G !  |
| 3  | Marcin Lubiejewski   | Z !  | Z !  |
| 4  | Frank Dehne          | Z !  | Z !  |
| 5  | Paweł Zagumny        | G !  | G !  |
| 6  | Artur Jacyszyn       | ZZ ! | ZZ ! |
| 7  | Paweł Kuciński       | ZZ ! | ZZ ! |
| 8  | Björn Andrae         | G !  | G !  |
| 9  | Marcin Kudłacik      | G !  | ZZ ! |
| 10 | Grzegorz Szymański   | G !  | G !  |
| 11 | Michał Ruciak        | G !  | Z !  |
| 12 | Grzegorz Pietkiewicz | ZZ ! | ZZ ! |
| 13 | Łukasz Szablewski    | ZZ ! | ZZ ! |
| 14 | Paweł Siezieniewski  | Z !  | ZZ ! |
| 15 | Richard Lambourne    | L    | L    |
| 16 | Tomasz Stańczuk      | ZZ ! | ZZ ! |
| 17 | Marcin Możdżonek     | Z !  | G !  |
| 18 | Marek Wawrzyniak     | ZZ ! | ZZ ! |

 – zawodnicy w wyjściowym składzie

 – zawodnicy wchodzący na zmiany

L – libero

## Mecze w europejskich pucharach

### Puchar CEV

#### 1/16 finału
| 20 października 2007 | Mlekpol AZS Olsztyn | 3:1 (25:27, 25:16, 25:17, 25:18) | Pepe Jeans Asse Lennik  | Hala Urania, Olsztyn                                      |  |
| 15:00                | Björn Andrae 17 pkt | raport                           | Ricardo De Paula 21 pkt | Widzów: 1350 Sędziowie: Ľubomír Sňahničan i Jozef Tomčáni |  |

| 27 października 2007 | Pepe Jeans Asse Lennik | 3:2 (25:19, 17:25, 25:20, 17:25, 18:16) złoty set 15:13 | Mlekpol AZS Olsztyn | Sporthal Jo Baetens, Lennik                                 |  |
| 20:30                |                        | raport                                                  |                     | Widzów: 300 Sędziowie: Jurianus J.R. De Wit i Berend Doggen |  |

### Puchar Challange

#### 1/16 finału
| 12 grudnia 2007 | Mlekpol AZS Olsztyn | 3:0 (25:18, 25:23, 25:21) | Pafiakos Pafos             | Hala Urania, Olsztyn                                             |  |
| 20:00           | Björn Andrae 16 pkt | raport                    | Dragan Svetozarevic 24 pkt | Widzów: 2100 Sędziowie: Audrius Gargasas i Andrius Steponavičius |  |

| 19 grudnia 2007 | Pafiakos Pafos | 0:3 (20:25, 16:25, 17:25) | Mlekpol AZS Olsztyn | Pafos                                                   |  |
| 18:30           |                | raport                    |                     | Widzów: 350 Sędziowie: Milan Rajković i Krunomil Vedriš |  |

#### 1/8 finału
| 23 stycznia 2008 | SCC Berlin | 2:3 (16:25, 25:18, 25:23, 24:26, 12:15) | Mlekpol AZS Olsztyn | Max-Schmeling-Halle, Berlin                      |  |
| 19:00            |            | raport                                  |                     | Widzów: 1650 Sędziowie: Jan Krtička i Jan Večeřa |  |

| 30 stycznia 2008 | Mlekpol AZS Olsztyn                               | 3:1 (20:25, 25:18, 25:19, 25:18) | SCC Berlin                 | Hala Urania, Olsztyn                                    |  |
| 20:30            | Marcin Możdżonek 14 pkt Marcin Lubiejewski 14 pkt | raport                           | Alexandar Spirovski 17 pkt | Widzów: 1900 Sędziowie: Dejan Jovicić i Nenad Davidović |  |

#### Ćwierćfinał
| 13 lutego 2008 | Pallavolo Modena | 3:1 (25:20, 20:25, 29:27, 25:21) | Mlekpol AZS Olsztyn | Pala Panini, Modena                                       |  |
| 20:30          |                  | raport                           |                     | Widzów: 2792 Sędziowie: Dragutin Ćuk i Slaviša Manojlović |  |

| 20 lutego 2008 | Mlekpol AZS Olsztyn | 2:3 (19:25, 25:19, 20:25, 25:19, 4:15) | Pallavolo Modena | Hala Urania, Olsztyn                                            |  |
| 18:00          |                     | raport                                 |                  | Widzów: 2600 Sędziowie: Dušan Dovičovič i Danica Viktoríni-Lisá |  |

### Wyjściowe ustawienia i zmiany
| Nr | Imię i nazwisko      | LN1  | LN2  | PP1  | PP2 | SB1  | SB2  | PM1  | PM2  |
| -- | -------------------- | ---- | ---- | ---- | --- | ---- | ---- | ---- | ---- |
| 1  | Sinan Cem Tanık      | G !  | G !  | G !  |     | Z !  | G !  | G !  | G !  |
| 2  | Wojciech Grzyb       | G !  | G !  | G !  |     | G !  | G !  | G !  | G !  |
| 3  | Marcin Lubiejewski   | Z !  | G !  | Z !  |     | G !  | G !  | ZZ ! | Z !  |
| 4  | Frank Dehne          | ZZ ! | ZZ ! | ZZ ! |     | Z !  | G !  | ZZ ! | Z !  |
| 5  | Paweł Zagumny        | ZZ ! | ZZ ! | G !  |     | G !  | Z !  | G !  | G !  |
| 6  | Artur Jacyszyn       | ZZ ! | ZZ ! | ZZ ! |     | ZZ ! | ZZ ! | ZZ ! | ZZ ! |
| 7  | Paweł Kuciński       | Z !  | Z !  | Z !  |     | Z !  | ZZ ! | ZZ ! | ZZ ! |
| 8  | Björn Andrae         | G !  | G !  | G !  |     | G !  | Z !  | G !  | ZZ ! |
| 9  | Marcin Kudłacik      | Z !  | G !  | ZZ ! |     | ZZ ! | Z !  | ZZ ! | Z !  |
| 10 | Grzegorz Szymański   | G !  | ZZ ! | G !  |     | ZZ ! | ZZ ! | G !  | G !  |
| 11 | Michał Ruciak        | Z !  | Z !  | ZZ ! |     | G !  | G !  | Z !  | G !  |
| 12 | Grzegorz Pietkiewicz | ZZ ! | ZZ ! | ZZ ! |     | ZZ ! | ZZ ! | ZZ ! | ZZ ! |
| 13 | Łukasz Szablewski    | G !  | G !  | ZZ ! |     | ZZ ! | ZZ ! | ZZ ! | ZZ ! |
| 14 | Paweł Siezieniewski  | ZZ ! | ZZ ! | ZZ ! |     | ZZ ! | ZZ ! | ZZ ! | ZZ ! |
| 15 | Richard Lambourne    | L    | L    | L    |     | L    | L    | L    | L    |
| 16 | Tomasz Stańczuk      | ZZ ! | ZZ ! | ZZ ! |     | ZZ ! | ZZ ! | ZZ ! | ZZ ! |
| 17 | Marcin Możdżonek     | G !  | Z !  | G !  |     | G !  | G !  | G !  | G !  |
| 18 | Marek Wawrzyniak     | ZZ ! | ZZ ! | ZZ ! |     | ZZ ! | ZZ ! | ZZ ! | ZZ ! |

 – zawodnicy w wyjściowym składzie

 – zawodnicy wchodzący na zmiany

L – libero